# Seznam kapitol mangy Naruto (2. část)
Toto je druhá část seznamu kapitol mangy Naruto. Mangu Naruto psal a kreslil japonský mangaka Masaši Kišimoto. Je rozdělena do dvou částí proto, aby se odlišil časový rozdíl mezi jednotlivými částmi; druhá část se odehrává přibližně dva a půl roku po událostech popsaných v první části. Šest kapitol mezi první a druhou částí popisuje Kakašiho gaiden.
Kapitoly první části byly v Japonsku vydány v celkem 27 svazcích formátu tankóbon, přičemž první svazek byl vydán 3. března 2000 a poslední 4. dubna 2005. První svazek druhé části, dvacátý osmý, byl vydán pět let po svazku prvním, tedy 3. června 2005, a poslední svazek druhé části – a i celé série –, svazek sedmdesátý druhý, byl v Japonsku vydán 4. února 2015.
V Česku vydává mangu nakladatelství CREW. Doposud vydalo padesát jedna svazků. Padesátý druhý svazek s názvem Shledání týmu 7 má vyjít v září 2021.

## Seznam svazků
| Kapitoly: - 245. Narutův návrat!! (ナルトの帰郷!!; Naruto no kikjó!!) - 246. Sílíme každým dnem!! (二人の成長!!; Futari no seičó!!) - 247. Vetřelci v Písečné (砂への侵入者たち; Suna e no šinnjúša-tači) - 248. Nepoddajný písek…!! (迎えうつ砂...!!; Mukaeucu suna...!!) - 249. Být Kazekagem…!! (風影として...!!; Kazekage to šite...!!) - 250. Nový tým, nová mise! (新チーム、初任務!!; Šin čímu, hacu ninmu!!) - 251. Vzhůru do Písečné...!! (砂へ...!!; Suna e...!!) - 252. V zajetí pocitů…!! (想い、駆ける...!!; Omoi, kakeru...!!) - 253. Spolehliví spojenci…!! (頼れる加勢...!!; Tajoreru kasei...!!) | Počet stran: - 192 Pokrývá díly anime: - Naruto: Šippúden, epizody 1–11 |

| Kapitoly: - 254. Sourozenci...!! (兄弟...!!; Kjódai...!!) - 255. Přiblížení...!! (接近...!!; Sekkin...!!) - 256. Překážky na cestě!! (立ちはだかる者たち!!; Tači wa dakaru mono-tači!!) - 257. Kakašiho zkušenosti (カカシの経験値; Kakaši no keiken atai) - 258. Guy versus Kisame!! (ガイvs鬼鮫!!; Gai básasu Kisame!!) - 259. Itačiho síla...!! (イタチの力...!!; Itači no čikara...!!) - 260. Kakaši versus Itači!! (カカシvsイタチ!!; Kakaši básasu Itači!!) - 261. Hostitel...!! (人柱力...!!; Džinčúriki...!!) - 262. Důvod ke spěchu...!! (駆ける思い...!!; Kakeru omoi...!!) | Počet stran: - 192 Pokrývá díly anime: - Naruto: Šippúden, epizody 10–18 |

| Kapitoly: - 263. Hlasitý vztek...!! (大声で怒れ...!!; Ógoe de ikare...!!) - 264. Sasoriho umění...!! (サソリの芸術...!!; Sasori no geidžucu...!!) - 265. Sakura a babi Čijo (チヨバアとサクラ; Čijo-bá to Sakura) - 266. Sasoriho odhalení (サソリ、現る...!!; Sasori, arawaru...!!) - 267. Zuřivé odhodlání...!! (激しき決意...!!; Hagešiki kecui...!!) - 268. Loutkář proti loutkáři!! (傀儡師VS傀儡師!!; Kugucuši básasu kugucuši!!) - 269. Jak mohu pomoci... (出来ること...!!; Dekiru koto...!!) - 270. Chyba v úsudku...!! (誤算...!!; Gosan...!!) - 271. Tajemná síla...!! (未知の能力...!!; Miči no čikara...!!) | Počet stran: - 192 Pokrývá díly anime: - Naruto: Šippúden, epizody 18–25 |

| Kapitoly: - 272. Babi Čijo vs. Sasori…!! (チヨバアVSサソリ…!!; Čojo-baa básasu Sasori…!!) - 273. Poslední střet!! (ラストバトル!!; Rasuto batoru!!) - 274. Nenaplněný sen (叶わぬ夢; Kanawanu jume) - 275. Odměna…!! (褒美…!!; Hóbi…!!) - 276. Nový šaringan!! (新しい写輪眼!!; Ataraší šaringan!!) - 277. Ultimátní umění…!! (究極の芸術!!; Kjúkjóku no geidžúcu!!) - 278. Gaarova smrt (我愛羅の死; Gaara no ši) - 279. Zvláštní schopnost…!! (不思議な力…!!; Fušigi na čikara…!!) - 280. Svěřený sen!! (託された想い!!; Takusareta omoi!!) | Počet stran: - 192 - 190 Pokrývá díly anime: - Naruto: Šippúden, epizody 26–32 |

| Kapitoly: - 281. Výprava za Sasukem!! (サスケへの道!; Sasuke e no miči!!) - 282. Návrat Kakašiho týmu (カカシ班帰還; Kakaši han kikan) - 283. Hledání posily (メンバー探し!!; Menbá sagaši!!) - 284. Nový parťák…!! (新しい仲間…!!; Ataraší nakama…!!) - 285. Ten "z Kořenů"!! (“根”の者!; "Ne" no mono!!) - 286. Naruto, Sasuke a Sakura (ナルトとサスケとサクラ; Naruto to Sasuke to Sakura) - 287. Nepojmenovaný (無題; Mudai) - 288. Neznámé pocity (分からない感情; Wakaranai kandžó) - 289. Špeh Akacuki!! (“暁”のスパイ!!; Akacuki no supai!!) | Počet stran: - 184 Pokrývá díly anime: - Naruto: Šippúden, epizody 32–39 |

| Kapitoly: - 290. Důsledek zrady!! (裏切りの結末!!; Uragiri no kecumacu!!) - 291. Spouštěč (怒りの引き金!; Ikari no hikigane!!) - 292. Třetí ocas…!! (三本目…!!; Sanhonme…!!) - 293. Běs…!! (暴走…!!; Bósó…!!) - 294. Čtvrtý ocas…!! (四本目…!!; Jonhonme…!!) - 295. Dál k devítiocasému...!! (九尾へ…!!; Kjúbi e…!!) - 296. Smutné rozuzlení (悲しき決着; Kanašiki kecčaku) - 297. Saiův úkol!! (サイの任務!; Sai no ninmu!!) - 298. Přísně tajná mise…!! (極秘任務…!!; Gokuhi ninmu…!!) - 299. Zdroj síly…!! (強さの源…!!; Cujosa no minamoto…!!) | Počet stran: - 192 Pokrývá díly anime: - Naruto: Šippúden, epizody 35, 39–46 |

| Kapitoly: - 300. Saiova kniha!! (サイの絵本…!!; Sai no ehon…!!) - 301. Sai a Sasuke!! (サイとサスケ!!; Sai to Sasuke!!) - 302. Průnik…!! (暴走…!!; Sennjú…!!) - 303. Saiova zrada!! (サイの裏切り!!; Sai no uragiri!!) - 304. Důvody ke zradě!! (裏切りの裏側!!; Uragiri no uragawa!!) - 305. Naše pouto (キミとのつながり; Kimi to no cunagari) - 306. Shledání…!! (再会の時…!!; Saikai no toki…!!) - 307. Z rozmaru…!! (気まぐれ…!!; Kimagure…!!) - 308. Sasukeho síla…!! (サスケの力!!; Sasuke no čikara!!) - 309. Rozhovor s Devítiocasým!! (九尾との対話!!; Kjúbi to no taiwa!!) | Počet stran: - 192 Pokrývá díly anime: - Naruto: Šippúden, epizody 46–53 |

| Kapitoly: - 310. Název (タイトル; Taitoru) - 311. Přezdívka (あだ名; Adana) - 312. Plíživá hrozba!! (忍び寄る脅威!!; Šinobijoru kjói!!) - 313. Nová dvojka!! (新たなる二人組!!; Aratanaru futarigumi!!) - 314. Akacuki útočí…!! (“暁”侵攻…!! ; "Akacuki" šinkó…!!) - 315. Speciální výcvik!! (特別な修業!! ; Tokubecu na šugjó!!) - 316. Výcvik zahájen!! (修行、始め!!; Šugjó, hadžime!!) - 317. Noční můra začíná!! (悪夢の始まり!!; Akumu no hadžimari!!) - 318. Průlom ve výcviku!! (順調なる修業; Džunčó naru šugjó) - 319. Silná motivace!! (つき動かすもの; Cukiugokasumono) | Počet stran: - 200 Pokrývá díly anime: - Naruto: Šippúden, epizody 53–56, 71–74, 112 |

| Kapitoly: - 320. Odměna…!! (賞金首...!!; Šókin kubi...!!) - 321. Ukecávání…!! (口上手...!!; Kučidžózu...!!) - 322. Nezabitelný (あいつは殺せない; Aicu wa korosenai) - 323. Rozsudek!! (神の裁き!!; Kami no sabaki!!) - 324. Šikamaruova analýza!! (シカマルの分析!!; Šikamaru no bunseki!!) - 325. Teď nebo nikdy…!! (後は無い...!!; Ato wa nai...!!) - 326. Vytoužená bolest…!! (望んだ痛み...!!; Nozonda itami...!!) - 327. Čiré zoufalství… (絶望の中に...; Zecubó no naka ni...) - 328. Tým číslo 10 (第十班; Daidžippan) - 329. A cílem je…!! (その目的...!!; Sono mokuteki...!!) | Počet stran: - 192 - 188 Pokrývá díly anime: - Naruto: Šippúden, epizody 75–81 |

| Kapitoly: - 330. Smutná zpráva…!! (悲しき報せ…!!; Kanašiki širase…!!) - 331. Tým číslo 10 vyráží…!! (第十班が行く…!!; Daidžippan ga iku…!!) - 332. Šikamaruův boj (シカマルの戦い!!; Šikamaru no tatakai!!) - 333. Něco společného…!! (相性…!!; Aišó…!!) - 334. Děsivé tajemství!! (黒き変貌…!!; Kuroki henbó…!!) - 335. Černá proměna…!! (恐るべき秘密!!; Osorubeki himicu!!) - 336. Zvrat a dilema…!! (一転、窮地…!!; Itten, kjúči…!!) - 337. Šikamaruův dar!! (シカマルの才!!; Šikamaru no sai!!) - 338. Odplata (人を呪わば…; Hito o norowaba…) - 339. Nová technika…!! (新術...!!; Šin džucu…!!) | Počet stran: - 192 Pokrývá díly anime: - Naruto: Šippúden, epizody 81–88 |

| Kapitoly: - 340. Neznámé vody (危ない橋; Abunai haši) - 341. Výsledek tréninku...!! (修業の成果...!!; Šugjó no seika...!!) - 342. Král...!! (玉...!!; Gjoku...!!) - 343. Chladnokrevně... (非情に…; Hidžó ni...) - 344. Had a... (蛇と... ; Hebi to...) - 345. Rituál...!! (儀式...!!; Gišiki...!!) - 346. Tajemství nové techniky!! (新術の秘密!!; Šin džutsu no himicu!!) - 347. Na cestu!! (寄り道!!; Jorimiči!!) - 348. Poslední do party!! (次なる一人!!; Cugi naru hitori!!) - 349. Severní skrýš (北のアジトにて; Kita no adžito nite) | Počet stran: - 192 Pokrývá díly anime: - Naruto: Šippúden, epizody 88–90, 92, 113–117 |

| Kapitoly: - 350. Šokující zvěst...!! (衝撃の報せ...!!; Šōgeki no širase) - 351. Rozhovor pěstí (男との対話!!; Otoko to no taiwa) - 352. Cílem je...!! (目的は...!!; Mokuteki wa...!!) - 353. Setkání Akacuki...!! (“暁”集合...!!; 'Akacuki' šúgó...!!) - 354. Stahují se mračna (動き出す者たち; Ugokidasumonotači) - 355. Kam...?! (どっちへ...!?; Docči e...!?) - 356. Střet...!! (衝突...!!; Šótocu...!!) - 357. Deidara vs. Sasuke!! (デイダラVSサスケ!!; Deidara vs. Sasuke!!) - 358. V úzkých!! (追いつめるC2!!; Oicumeru C2!!) - 359. Ty oči!! (その眼...!!; Sono me...!!) | Počet stran: - 192 - 196 Pokrývá díly anime: - Naruto: Šippúden, epizody 117–118, 121–123 |

| Kapitoly: - 360. C4 Karura (C4カルラ; C4 Karura) - 361. Slabina...!! (弱点...!!; Jakuten...!!) - 362. Absolutní umění...!! (究極芸術!!; Kjúkjoku geidžucu!!) - 363. Sasukeho smrt...!! (サスケの死...!!; Sasuke no ši...!!) - 364. Cílem je...!! (狙いは...!!; Nerai wa...!!) - 365. Za Itačim (イタチを追え; Itači o oe) - 366. Bratři (衝兄弟; Kjódai) - 367. Itači a Sasuke (イタチとサスケ; Itači to Sasuke) - 368. Sběr informací (情報収集; Džóhóšúšú) - 369. Co se týká Paina...!! (ペインについて; Pein ni cuite) | Počet stran: - 192 Pokrývá díly anime: - Naruto: Šippúden, epizody 124–126, 128, 129, 134 |

| Kapitoly: - 370. Nejistota (胸騒ぎ; Munasawagi) - 371. Staří známí...!! (旧知...!!; Kjúči...!!) - 372. Země, která pláče!! (泣いている国!!; Naiteiru kuni!!) - 373. Učednická léta!! (師弟時代...!! ; Šitei džidai...!!) - 374. Cesta bohů!! (神への成長!!; Kami e no seičó!!) - 375. Duo mudrců...!! (二大仙人...!; Ni Daisennin...!!) - 376. Dítě proroctví!! (予言の子!!; Jogen no ko!!) - 377. Mód mudrce!! (仙人モード!!; Sennin módo!!) - 378. Jeden na jednoho...!! (一対一...!!; Ittai'iči!!) - 379. Džiraijova volba!! (自来也の選択!!; Džiraija no sentaku!!) | Počet stran: - 192 Pokrývá díly anime: - Naruto: Šippúden, epizody 127, 128, 130–132, 134 |

| Kapitoly: - 380. Ty tváře...!! (その面影...!!; Sono omokage...!!) - 381. Pravá totožnost...!! (その正体...!!; Sono šótai...!!) - 382. Skutečná volba!! (本当の選択!!; Hontó no sentaku!!) - 383. Poslední kapitola a pak...!! (最終章、そして...!!; Saišúšó, sošite...!!) - 384. Dvě cesty... (二つの道...; Futacu no miči...) - 385. Tajemství kaleidoskopu...!! (万華鏡の秘密...!!; Mangekjó no himicu...!!) - 386. Nové světlo...!! (新たな光...!!; Aratana hikari...!!) - 387. Skutečnost...!! (現実...!!; Gendžicu...!!) - 388. Rozdíl sil! (力の差...!!; Čikara no sa...!!) - 389. Sasukeho rytmus!! (サスケの流れ!; Sasuke no nagare!) | Počet stran: - 192 Pokrývá díly anime: - Naruto: Šippúden, epizody 127, 128, 133–137 |

| Kapitoly: - 390. Poslední technika...!! (最後の術...!!; Saigo no džucu...!!) - 391. Za zvuku hromu...!! (雷鳴と共に...!!; Raimei to tomo ni...!!) - 392. Susanoo!! (須佐能乎...!!; Susano'o...!!) - 393. Mé oči...!! (オレの眼...!!; Ore no me...!!) - 394. Sasukeho vítězství (サスケの勝利; Sasuke no šóri) - 395. Tobiho tajemství (トビの謎; Tobi no nazo) - 396. Představení (自己紹介; Džikošókai) - 397. Ten, který zná pravdu (真実を知る者; Šindžicu o širu mono) - 398. Zrození Konohy (木ノ葉のはじまり; Konoha no hadžimari) - 399. Počátek všeho!! (すべての始まり!!; Subete no hadžimari!!) - 400. V pekle (地獄の中で; Džigoku no naka de) - 401. Iluze (幻術; Maboroši) - 402. Poslední slova (最後の言葉; Saigo no kotoba) | Počet stran: - 248 - 244 Pokrývá díly anime: - Naruto: Šippúden, epizody 137–141 |

| Kapitoly: - 403. Slzy (涙; Namida) - 404. Jestřáb a Akacuki (“鷹”と“暁”; 'Taka' to 'Akacuki' ) - 405. Odkaz (遺されたもの; Nokosaretamono) - 406. Klíč k budoucnosti (未来への鍵; Mirai e no kagi) - 407. Zpráva pro Naruta (ナルトに宛てて; Naruto ni atete) - 408. Fukasakuova nabídka (フカサクの提案; Fukasaku no teian) - 409. Učení mudrců...!! (仙術伝承! ; Sendžucu denšó!) - 410. Střet v Rokli bouřkových mraků!! (雲雷峡の闘い!!; Unraikjó no tatakai!!) - 411. Sasuke vs. Osmiocasý!! (八尾VSサスケ!!; Hačibi VS Sasuke!!) - 412. Nečekané zachvění (かつてない戦慄; Kacutenai senricu) | Počet stran: - 192 Pokrývá díly anime: - Naruto: Šippúden, epizody 142, 143, 152–155 |

| Kapitoly: - 413. Kolaps (崩落; Hóraku) - 414. Zuřící býk (暴れ牛;Abare uši) - 415. Nová síla!! (新しき力!!; Atarašiki čikara!!) - 416. Příběhy kurážného nindži (ド根性忍伝; Dokondžó ninden) - 417. Raikage vyráží!! (雷影、動く!!; Raikage, ugoku!!) - 418. Mudrc Naruto!! (仙人ナルト!!; Sennin Naruto!!) - 419. Vpád!! (襲来!!; Šúrai!!) - 420. Bojiště, Konoha!! (戦場、木ノ葉!!; Sendžó, Konoha!!) - 421. Povolejte Naruta!! (ナルトを呼び戻せ!!; Naruto o jobimodose!!) - 422. Kakaši proti Painovi!! (カカシVSペイン!!; Kakaši VS Pein!!) | Počet stran: - 192 Pokrývá díly anime: - Naruto: Šippúden, epizody 143, 155–159, 204 |

| Kapitoly: - 423. Síla cesty osvícení (天道の能力!!; Tendó no nórjoku!!) - 424. Odhodlání!! (決断!!; Kecudan) - 425. Kakaši Hatake (はたけカカシ; Hatake Kakaši) - 426. Naruto a Konoha (ナルトと木ノ葉!!; Naruto to Konoha!!) - 427. Znovushledání (再会; Saikai) - 428. Rozhovor!! (対談!!; Taidan!!) - 429. "Poznat bolest" (傷みを; Itami o) - 430. Naruto je zpět!! (ナルト帰還!!; Naruto kikan!!) - 431. Narutův protiútok!! (ナルト大噴火!!; Naruto daifunka!!) - 432. Rasenšuriken se vrací!! (螺旋手裏剣再び!!; Rasenšuriken futatabi!!) | Počet stran: - 192 Pokrývá díly anime: - Naruto: Šippúden, epizody 159–164 |

| Kapitoly: - 433. Mód mudrce selhal…?! (仙術失敗...!?; Sendžucu šippai...!?) - 434. Naruto proti cestě bohů!! (ナルトVS天道!!; Naruto VS Tendó!!) - 435. Božské přitažení (万象天引; Banšó Ten'in) - 436. Mír (平和; Heiwa) - 437. Vyznání (告白; Kokuhaku) - 438. Prolomení pečeti!! (封印破壊!!; Fúin hakai!!) - 439. Božská hvězda rvoucí zemi (地爆天星; Čibaku Tensei) - 440. Rozmluva se čtvrtým Hokage!! (四代目との会話!!; Jondaime to no kaiwa!!) - 441. Rasen šuriken proti božskému podmanění!! (螺旋手裏剣VS神羅天征!!; Rasenšuriken VS Šinra Tensei!!) - 442. Sázka na poslední kartu!! (最後の賭け!!; Saigo no kake!!) | Počet stran: - 192 - 196 Pokrývá díly anime: - Naruto: Šippúden, epizody 164–169 |

| Kapitoly: - 443. Rozhovor!! (対面!!; Taimen!!) - 444. Odpověď (答; Kotae) - 445. Ovládnout svět (世界の天辺; Sekai no teppen) - 446. Chci je jen ochránit (ただ二人を守もりたい; Tada futari o mamoritai) - 447. Věřit (信じる; Šindžiru) - 448. Dědictví...!! (形見...!!; Katami...!!) - 449. Naděje (希望の花; Kibó no hana) - 450. Slavící vesnice!! (歓呼の里!!; Kanko no sato!!) - 451. Sasukeho likvidace!! (サスケの処分!!; Sasuke no šobun!!) - 452. Pod tlakem Danzóa!! (ダンゾウに迫る!!; Danzó ni semaru!!) - 453. Předvečer summitu!! (五影会談前夜...!!; Gokage kaidan zen'ja...!!) | Počet stran: - 208 - 212 Pokrývá díly anime: - Naruto: Šippúden, epizody 169, 172–176, 178–181, 197, 198 |

| Kapitoly: - 454. Šest stínů…!! (五影登場...!!; Gokage tódžó...!!) - 455. Vazby (繋がり...!!; Cunagari...!!) - 456. Naruto vyráží…!! (ナルト出発...!!; Naruto šuppacu...!!) - 457. Summit začíná…!! (五影会談、開幕...!!; Gokage kaidan, kaimaku...!!) - 458. Debata pěti stínů...!! (五影の大論戦...!!; Gokage no dairosen...!!) - 459. Sakuřino odhodlání!! (サクラの決意!!; Sakura no kecui!!) - 460. Past na Sasukeho...!! (サスケ包囲網...!!; Sasuke hóimó...!) - 461. Oblačná proti Jestrábům!! (雲隠れVS“鷹”!; Kumogakure vs. Taka!!) - 462. Sasukeho cesta nindži…!! (サスケの忍道...!!; Sasuke no nindó...!!) - 463. Sasuke proti Raikagemu!! (サスケVS雷影!; Sasuke vs. Raikage!!) | Počet stran: - 192 Pokrývá díly anime: - Naruto: Šippúden, epizody 198–203 |

| Kapitoly: - 464. Síla temnoty...!! (闇の力...!!; Jami no čikara...!!) - 465. Jednací sál pod útokem!! (会談場襲撃; Kaidandžó šúgeki!) - 466. Velký střet v malé místnosti!! (密室の大攻防戦!; Misšicu no daikóbósen!!) - 467. Vyhlášení války (宣戦; Sensen) - 468. Osmiocasý s devítiocasým!! (八尾と九尾; Hačibi to Kjúbi) - 469. Sakuřino vyznání!! (サクラの告白!!; Sakura no kokuhaku!!) - 470. Killer B proti Kisamemu!! (キラービーVS鬼鮫!! ; Kirábí VS Kisame!!) - 471. Osmiocasý, druhá verze!! (八尾、バージョン2!!; Hačibi, Bádžon Cú!!) - 472. Souboj ve vodní kobce!! (水牢の死闘!!; Suiró no šitó!!) - 473. Brácha (ブラザー; Burazá) | Počet stran: - 192 Pokrývá díly anime: - Naruto: Šippúden, epizody 203–208 |

| Kapitoly: - 474. Hokageho rozhodnutí…!! (火影としての覚悟...!!; Hokage to šite no kakugo...!!) - 475. Madarova cena!! (マダラの真骨頂!!; Madara no šinkocčó!!) - 476. Sasuke proti Danzóovi!! (サスケVSダンゾウ...!!; Sasuke VS Danzó...!!) - 477. Nevyslovuj jeho jméno (イタチを語るな; Itači o kataruna) - 478. Sasukeho Susanoo...!! (サスケの"須佐能乎"...!!; Sasuke no Susano'o...!!) - 479. Izanagi (イザナギ; Izanagi) - 480. Oběť (犠牲; Gisei) - 481. Danzóova smrt (ダンゾウ死す!!; Danzó šisu!!) - 482. Ještě jednou (もう一度...; Mó ičido...) - 483. Shledání s mistrem!! (再びの師弟!!; Futatabi no šitei!!) | Počet stran: - 192 Pokrývá díly anime: - Naruto: Šippúden, epizody 208–214 |